# Ленчинский повет
Ленчинский повет (пол. Powiat łęczyński) — повет (район) в Польше, входит как административная единица в Люблинское воеводство. Центр повета — город Ленчна. Занимает площадь 633,75 км². Население — 57 401 человек (на 31 декабря 2015 года).

## Административное деление
- города: Ленчна
- городско-сельские гмины: Гмина Ленчна
- сельские гмины: Гмина Цыцув, Гмина Людвин, Гмина Милеюв, Гмина Пухачув, Гмина Спичин

## Демография
Население повята дано на 31 декабря 2015 года.
| Перепись            | Всего  | Мужчины | Женщины |
| ------------------- | ------ | ------- | ------- |
| Всего               | 57 401 | 28 162  | 29 239  |
| Городское население | 19 437 | 9489    | 9948    |
| Сельское население  | 37 964 | 18 673  | 19 291  |